# Bogdan Oreščanin
Bogdan Oreščanin, hrvaški general, * 27. oktober 1916, Perna, † 26. avgust 1978, Beograd.

## Življenjepis
Oreščanin, absolvent prava, se je leta 1941 pridružil KPJ in bil eden od organizatorjev NOVJ na Kordunu.
Med vojno je bil poveljnik 2. kordunskega odreda, 5. hrvaške brigade, načelnik štaba 1. hrvaškega korpusa, pomočnik načelnika Generalštaba NOV in PO Hrvaške, poveljnik 4. korpusa, bil v štabu Generalštaba Jugoslovanske armade,...
Po vojni je bil načelnik uprave Generalštaba JLA, vojaški ataše v Združenem kraljestvu, načelnik uprave in pomočnik državnega sekretarja DSNO, predsednik Odbora za ljudsko obrambo Sveta ljudstva Zvezne skupščine SFRJ, član Sveta federacije, veleposlanik na Kitajskem,...